# Impatientinum impatiens
Impatientinum impatiens är en insektsart. Impatientinum impatiens ingår i släktet Impatientinum och familjen långrörsbladlöss. Inga underarter finns listade i Catalogue of Life.